# Anita Bärwirth
Anita Bärwirth (Kiel, 30 agosto 1918 – Buenos Aires, 13 luglio 1994) è stata una ginnasta tedesca.

## Palmarès

### Olimpiadi
- 1 medaglia:
  - 1 oro (Berlino 1936 a squadre)